# Williamson (rivière)
Pour les articles homonymes, voir Williamson.
La rivière Williamson est une rivière qui s’écoule au sud de l’Oregon aux États-Unis. La rivière est longue d’environ 121 km et draine un bassin versant de près de 7 800 km2 à l’est de la chaîne des Cascades.

## Description
La rivière est un affluent du fleuve Klamath. Avec son principal affluent, la rivière Sprague, elle fournit plus de la moitié des eaux entrantes dans le lac Upper Klamath, le plus grand lac d’eau douce de l’Oregon.
La source de la rivière apparait dans le centre du comté de Klamath sur le versant Nord de la Fuego Mountain dans la forêt nationale de Winema, à une soixantaine de kilomètres au nord-ouest de la localité de Klamath Falls. La rivière prend d’abord une direction nord, tourne vers l’ouest avant de se diriger vers le sud-ouest au sein du marais Klamath. Elle sort du marais par le sud, passe la localité de Chiloquin où elle reçoit les eaux de la rivière Sprague. Elle se jette ensuite dans le lac Upper Klamath. Les eaux de la rivière sont très utilisées pour l’irrigation de la vallée au nord du lac.